# Severino Delogu
Severino Delogu (Alghero, 26 novembre 1925 – Sassari, 29 marzo 1990) è stato un medico, divulgatore scientifico e saggista italiano, esperto di politica sanitaria.

## Biografia
Severino Delogu è nato ad Alghero nel 1925 e ha studiato a Sassari, dove si è laureato in Medicina e Chirurgia nell'anno accademico 1949-1950. Specializzato in medicina del lavoro e igiene ospedaliera, ha svolto una prestigiosa carriera di studioso della programmazione sanitaria.
È morto, improvvisamente, il 29 marzo 1990 nella sede sassarese dell'Istituto zooprofilattico sperimentale della Sardegna di cui era presidente.
La sua idea di salute e il suo impegno per ottenerla appaiono ancora particolarmente attuali:
"Crediamo che trattare oggi le questioni della salute significhi non solo riflettere sulla medicina o sulla prevenzione sanitaria ma anche sulla economia, sull'assistenza, sui bisogni, sulla formazione, sulla partecipazione, sul potere, sulle culture emergenti, ecc. Tutto ciò presuppone un elevato grado di consapevolezza da parte della popolazione, di chi governa, di chi amministra, e infine di chi attraverso il suo operare quotidiano dovrà essere il primo artefice critico dell'attuazione del servizio. Se si potesse sintetizzare quel che occorrerà nei prossimi mesi ed anni, sopra ogni altra cosa, verrebbe da azzardare che dovrà essere stimolata soprattutto la capacità di capire: capire quali sono i bisogni, capire quanto essi siano riflessi nelle domande della popolazione e nelle offerte dei servizi, capire se quello che si fa migliora lo stato di salute (benessere fisico, psichico e sociale). D'altra parte capire vuol dire, anche nel settore della sicurezza sociale, utilizzare informazioni e conoscenze per trasformare." (Da: Severino Delogu, Quale Salute, n. 1 1979, Franco Angeli Editore).

## Carriera universitaria
Dopo la laurea, nel 1950 si trasferisce definitivamente a Roma, dove inizia il suo percorso lavorativo e di ricerca (specializzazione in medicina del lavoro nell'anno accademico 1952-1953 e in igiene e tecnica ospedaliera nell'anno accademico 1956-1957, sempre presso l'Università di Roma)
Dopo aver vinto nel 1958 una borsa di studio dell'Istituto italiano di medicina sociale, ha ottenuto la libera docenza in medicina sociale nel 1963, e dall'aprile 1964 al dicembre 1967 è stato responsabile del settore sicurezza sociale dell'Ufficio del programma presso il Ministero del bilancio e della programmazione economica.
Ha insegnato medicina e igiene ospedaliera in diverse università italiane e per la sua conoscenza della materia ha partecipato alla stesura del piano per l'organizzazione del Servizio sanitario nazionale (SSN) e del piano sanitario regionale di molte regioni italiane. 
Nei primi anni settanta, si occupa anche di divulgazione scientifica: come giornalista specializzato in argomenti di medicina, ha realizzato e condotto la prima trasmissione di divulgazione medico-sanitaria su Rai 2 Medicina oggi. 

## Impegno politico
La sua attività di studioso si è sempre intrecciata all'impegno politico, iniziato già durante il periodo universitario: Delogu fu infatti uno dei leader del movimento degli studenti.
È di questo periodo la sua adesione alla Federazione Universitaria Cattolica Italiana (FUCI), gruppo vicino a Giuseppe Dossetti e a Giorgio La Pira e nel quale Enea Selis, allora segretario dell'arcivescovo di Sassari, Arcangelo Mazzotti, svolgeva il ruolo di assistente spirituale. 
Dopo una prima militanza nel Partito Sardo d’Azione, nel 1970 si iscrisse al Partito Comunista Italiano, dove come membro della sezione sanità della Direzione nazionale, ricoprì un ruolo di primo piano nella stesura della legge per la riforma sanitaria, poi approvata nel 1978, e contemporaneamente negli studi preparativi per la legge sull'abolizione degli ospedali psichiatrici (legge 180, denominata legge Basaglia).

## Attività di programmazione
Nel 1968 entrò definitivamente all'ISPE e nel 1972 fu nominato presidente della Commissione CNR-ISPE per i programmi di ricerca nel settore della medicina preventiva.
Dal 1979 è stato membro del comitato tecnico scientifico per la programmazione del Ministero della sanità. 
All'attività nel campo della medicina sociale e delle politiche sanitarie, Delogu ha sempre affiancato il suo impegno saggistico, cominciato nel 1959 pubblicando per Laterza "La Medicina è malata", scritto insieme a Giovanni Berlinguer, e nel 1965 per Il Mulino di Per un sistema di Sicurezza Sociale in Italia e divenne redattore sanitario della rivista Il Mulino..
Continuerà a collaborare con le più importanti riviste scientifiche del settore in Italia e all'estero – quali la Rivista Italiana di Sicurezza Sociale, l’International Journal of Health Services, Epidemia e Prevenzione, Progetto Salute, Quaderni di Sanità Pubblica, Unità Sanitaria. 
Nel 1967 pubblicò per Einaudi il volume Sanità Pubblica, Sicurezza Sociale e Programmazione Economica e nel 1978 per Napoleone La Salute dietro l'angolo.
Fu relatore a diversi convegni sulla realtà socio-economica e sulle condizioni sanitarie della sua Regione.

## Riconoscimenti
Nel 2008 il Comune di Roma ha dedicato a Severino Delogu una via nei pressi della nuova sede del Ministero della salute.